# Paradisier caronculé
Paradigalla carunculata
Espèce
Statut de conservation UICN

 NT  : Quasi menacé
Statut CITES
Le Paradisier caronculé (Paradigalla carunculata) est une espèce d'oiseaux de la famille des Paradisaeidae.

## Répartition et habitat
Péninsule de Doberai (nord des monts Arfak) ; une autre forme non décrite a été observée dans l’ouest des monts Fakfak (Gibbs 1994)
Le paradisier caronculé habite les forêts de montagne et leurs lisières entre 1 400 et 2 100 m d'altitude (Frith and Beehler 1998).

## Sous-espèces
Cet oiseau est représenté par une ou deux sous-espèces :
- P. c. carunculata  Lesson, 1835 : Vogelkop (nord des monts Arfak).
- P. c. intermedia Ogilvie-Grant, 1913 : population de la rivière Utakwa sur le site de Nassau, à l’est des monts Weyland. Cette sous-espèce ne serait plus valide depuis que Frith & Frith (1997) ont montré que les spécimens de cette forme seraient des juvéniles de P. brevicauda.

Par ailleurs, Gibbs (1994) a exploré les monts Fakfak entre le 31 août et le 7 septembre 1992 et observé deux spécimens différents de carunculata. Les caroncules sont plus épaisses et beaucoup plus claires, jaune-blanc pour la caroncule frontale et bleu clair pour celle mandibulaire, la rouge ne se voyant pas sur le terrain mais comme chez carunculata. La queue est intermédiaire entre celle de carunculata et de brevicauda, mesurant 3 à 4 cm et à bout carré. Cet auteur pense qu’il peut s’agir d’une espèce distincte ou bien que l’existence de cette forme intermédiaire suggère que carunculata et brevicauda constituent les extrémités d’un cline dans une même espèce.

## Alimentation
Son régime alimentaire est peu documenté mais il comporte des fruits (Frith & Frith 2009). Pourtant la forme identique du bec de son congénère P. brevicauda, essentiellement insectivore, suggère un régime similaire à prédominance animale (Ottaviani 2012).

## Nidification
Frith & Frith (2009) pensaient que la nidification était totalement inconnue et ils supposaient que l’espèce était polygame en raison de son hybridation connue avec trois autres genres et avec son seul congénère, le Paradisier à queue courte (P. brevicauda).
Ottaviani (2012), photo à l’appui, présente, pour la première fois, une femelle au nid. Celui-ci est placé dans un arbuste feuillu et consiste en une coupe large et profonde, constituée de longues tiges de plantes grimpantes arrimées à plusieurs branches verticales avec des morceaux de fougères sur la paroi extérieure.

## Statut, conservation
L’espèce occupe un territoire restreint avec une population faible et fragmentée en raison d’une certaine dégradation de l’habitat localement, notamment sur les collines où l’homme s’est installé, d’où son classement en « presque menacée ». BirdLife préconise de déterminer le statut taxonomique de la forme non décrite des monts Fakfak et recommande une surveillance accrue afin de préciser la distribution et l’abondance de l’espèce ainsi qu’une étude de terrain sur ses exigences écologiques et sa tolérance aux habitats dégradés (BirdLife International 2011).